# Man Overboard
"Man Overboard" é um single da banda estadunidense Blink-182, lançado dia 5 de dezembro de 2000 pela MCA.

## Faixas

### CD[1][2]
1. "Man Overboard" (versão álbum)
2. "13 Miles" (ao vivo)
3. "Words of Wisdom" (versão importunada)

- A faixa ao vivo foi gravada no Bill Graham Civic Auditorium, em São Francisco, Califórnia, no dia 4 de novembro de 1999.

### DVD[4]
1. "Man Overboard" (videoclipe)
2. "Adam's Song" (videoclipe)